# デイヴィッド・ハンドラー
デイヴィッド・ハンドラー（David Handler、1952年 - ）はアメリカ合衆国・ロサンゼルス出身の作家。
推理小説家としてアメリカ探偵作家クラブ（MWA）賞を受賞の他、ドラマ作家としても数回エミー賞を受賞している。

## 略歴
1952年ロサンゼルス生まれ。カリフォルニア大学サンタバーバラ校を卒業。
その後、ニューヨークに行きコロンビア大学にてジャーナリズムを履修、コラムニスト・ゴーストライター・脚本家などをしながら、作家としての道を歩む。

## 作品リスト
＊　：「A Stewart "Hoagy" Hoag（ホーギー＆ルル）」シリーズ

＊＊：「Mitch Berger and police trooper Desiree "Des" Mitry（バーガー＆ミトリー）」シリーズ

＊＊＊：Russell Andrews 名義作品（Peter Gethers と共著）

- Kiddo (1987)
- Boss (1988)
- The Man Who Died Laughing (1988) ＊『笑いながら死んだ男』（北沢あかね 訳：講談社文庫）
- The Man Who Lived by Night (1989) ＊『真夜中のミュージシャン』（河野万里子 訳：講談社文庫）
- The Man Who Would Be F. Scott Fitzgerald (1991) ＊『フィッツジェラルドをめざした男』（河野万里子 訳：講談社文庫）
  - エドガー賞（最優秀ペーパーバック部門）
- The Woman Who Fell from Grace (1991) ＊『猫と針金』（北沢あかね 訳：講談社文庫）
- The Boy Who Never Grew Up (1991) ＊『女優志願』 （北沢あかね 訳：講談社文庫）
- The Man Who Cancelled Himself (1995) ＊『自分を消した男』 （北沢あかね 訳：講談社文庫）
- The Girl Who Ran off with Daddy (1996) ＊『傷心』 （北沢あかね 訳：講談社文庫）
- The Man Who Loved Women to Death (1997) ＊『殺人小説家』（北沢あかね 訳：講談社文庫）
- Gideon (1999)＊＊＊『ギデオン 神の怒り』（渋谷比佐子 訳：講談社文庫）
- Icarus (2001)＊＊＊
- The Cold Blue Blood (2001) ＊＊『ブルー・ブラッド』 （北沢あかね 訳：講談社文庫）
- The Hot Pink Farmhouse (2002) ＊＊『芸術家の奇館』（北沢あかね 訳：講談社文庫）
- The Bright Silver Star (2003) ＊＊『シルバー・スター』（北沢あかね 訳：講談社文庫）
- The Burnt Orange Sunrise (2004) ＊＊『ダーク・サンライズ』（北沢あかね 訳：講談社文庫）
- Aphrodite (2004)＊＊＊
- Midas (2005)＊＊＊
- The Sweet Golden Parachute (2006) ＊＊『ゴールデン・パラシュート』（北沢あかね 訳：講談社文庫）
- The Sour Cherry Surprise (2008) ＊＊
- The Shimmering Blond Sister (2010) ＊＊
- The Blood Red Indian Summer (2011) ＊＊
- The Snow White Christmas Cookie (2012) ＊＊
- The Coal Black Asphalt Tomb (2014) ＊＊
- The Lavender Lane Lothario (2016) ＊＊
- The Girl with Kaleidoscope Eyes (2017) ＊
- The Man Who Couldn't Miss (2018) ＊
- The Man in the White Linen Suit (2019) ＊
- The Girl Who Did Say No (2020) ＊
- The Man Who Wasn't All There (2021) ＊
- The Lady in the Silver Cloud (2022) ＊
- The Girl Who Took What She Wanted (2023) ＊
- The Woman Who Lowered the Boom (2024) ＊
- The Man Who Swore He’d Never Go Home Again (2025) ＊